# فلاديني
فلاديني هي قرية تقع في إقليم ياش في رومانيا وبلغ عدد سكانها 4,548 نسمة عام 2002.